# Prinie
Prinie (Priniinae) – podrodzina ptaków z rodziny chwastówkowatych (Cisticolidae).

## Występowanie
Podrodzina obejmuje gatunki występujące w Afryce i Azji.

## Systematyka
Do podrodziny należą następujące rodzaje:
- Prinia
- Orthotomus